# Josselin Garnier

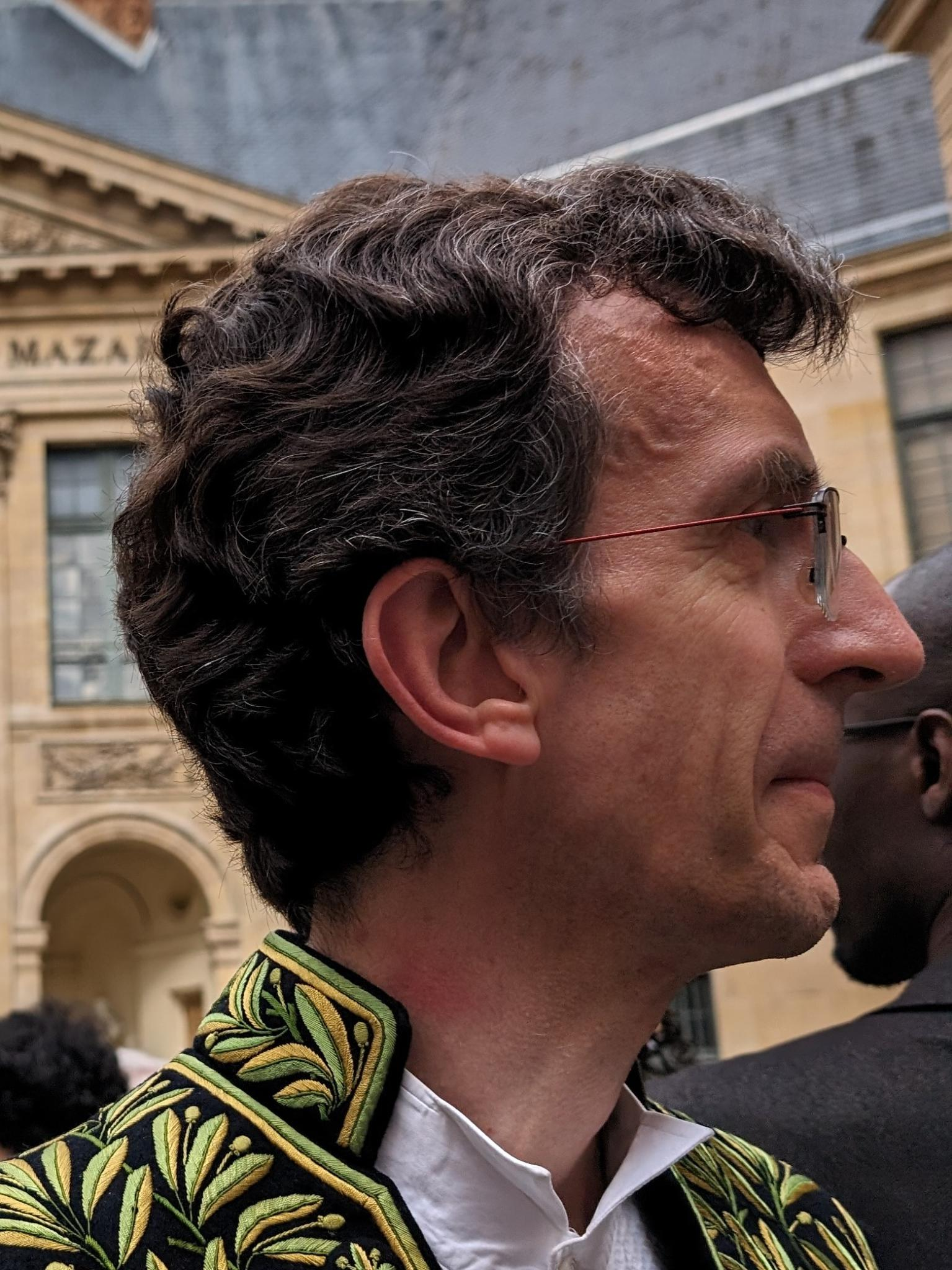
Josselin Garnier (Juni 2024)

Josselin Garnier (* 18. Juni 1971) ist ein französischer  Mathematiker.
Garnier studierte 1991 bis 1994 an der École normale supérieure (Master-Abschluss) und promovierte 1996 an der École polytechnique bei Jean-Pierre Fouque. 2000 habilitierte er sich an der Universität Paris VI.  2001 wurde er Assistenzprofessor an der Universität Toulouse. Seit 2005 war er als Assistenzprofessor an der Universität Paris VII (Denis Diderot), wo er seit 2007 eine volle Professur hatte. Er war dort am Laboratoire de Probabilités et Modèles Aléatoires und am Labor Jacques-Louis Lions. Seit 2016 ist Garnier an der École polytechnique, wo er am Centre de mathématiques appliquées forscht.
Garnier befasst sich mit stochastischer Analyse partieller Differentialgleichungen mit Anwendungen in unterschiedlichsten Gebieten wie Optik, Plasmaphysik, Bose-Einstein-Kondensaten, Telekommunikation, Antennen-Design,  Bild-Datenanalyse in ungeordneten Medien mit Anwendung zum Beispiel in der seismologischen Kartographierung des Untergrunds in Kalifornien. Unter anderem war er am Target-Design im Laser Mega Joule Experiment zur Trägheitsfusion mit Lasern beteiligt. Er bewies die Existenz von Solitonen in ungeordneten Medien und untersuchte Zeitumkehrinvarianz der Ausbreitung von Wellen in ungeordneten Medien. Er befasst sich mit dem statistischen Zugang zu hydrodynamischen Instabilitäten und allgemein hydrodynamischer numerischer Modellierung in komplexen Umgebungen.
Er hat Forschungskontrakte sowohl für die französische Nuklearenergiebehörde CEA (deren wissenschaftliches Mitglied er ist), die französische Elektrizitätsgesellschaft EDF als auch EADS.
2008 erhielt er den Felix Klein Prize. 2007 erhielt er den Blaise Pascal Preis der französischen Akademie der Wissenschaften. 2008 ist er Mitglied des Institut Universitaire de France. Für 2021 wurde Garnier der Prix scientifique Cino Del Duca zugesprochen.

## Schriften
- mit J.-P. Fouque, George Papanicolaou: Wave propagation and time reversal in random layered media. Springer, New York 2007, ISBN 0387308903.